# Pagan (wyspa)
Pagan – wyspa w archipelagu Marianów, znajdująca się około 320 km na północ od Saipanu.
Pagan ma powierzchnię 47,23 km², co czyni z niej piątą co do wielkości wyspę archipelagu, a składa się z dwóch wysepek stratowulkanicznych połączonych wąskim pasmem lądu.
Północny stratowulkan wznosi się na wysokość 570 m, natomiast południowy 548 m n.p.m.
Wyspa była zamieszkana w czasach historycznych, ale erupcja wulkanu w roku 1981 spowodowała konieczność ewakuacji mieszkańców. Według ostatniego spisu ludności z 1 kwietnia 2000 wyspa nie jest zamieszkana, jednakże zdjęcia satelitarne z ostatnich lat wykazują pewną obecność człowieka.

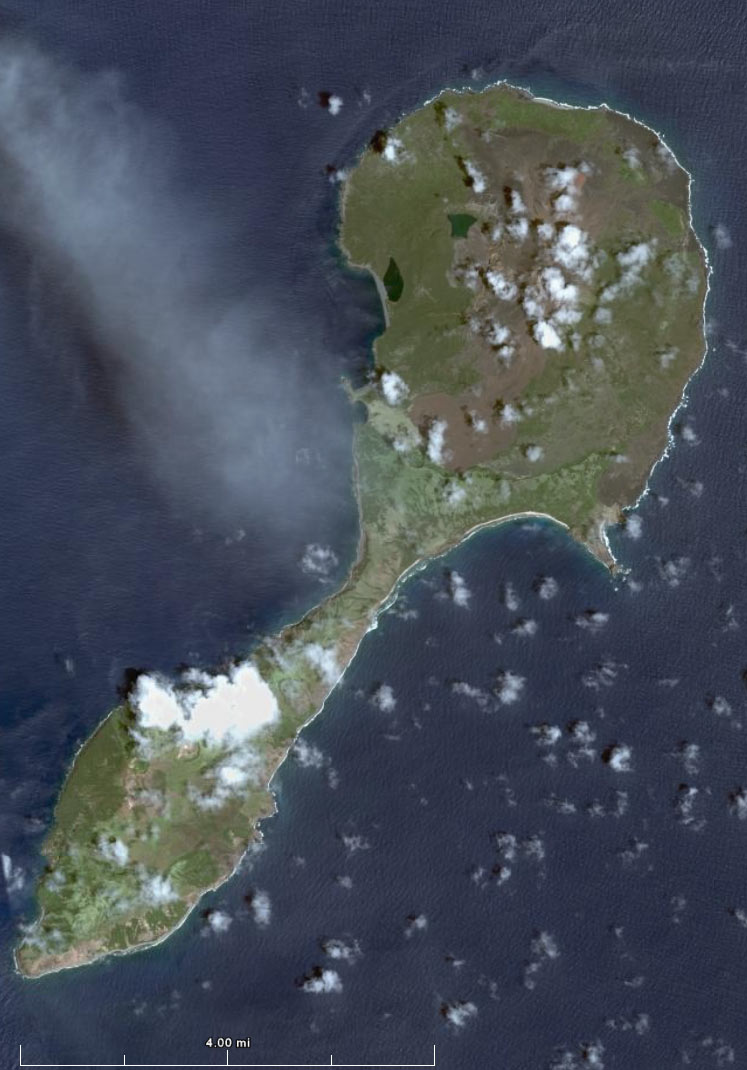

Podobnie jak inne wyspy archipelagu Pagan przeszła spod władzy Hiszpanów (władających z Guamu) w ręce niemieckiej administracji kolonialnej, a po zakończeniu okupacji japońskiej, która zaczęła się od przekazania Japonii mandatu Ligi Narodów, dostała się pod okupacyjny zarząd amerykański, co następnie przekształcone zostało w Powiernicze Wyspy Pacyfiku pod zarządem USA. Politycznie Pagan należy do Marianów Północnych.